# Dradura
Die Dradura Group GmbH (Eigenschreibweise: DRADURA; vormals Drahtzug Stein und bis 2019 Drahtzug) ist eine international agierende deutsche Unternehmensgruppe der Metallindustrie. Unter dem Dach der Gruppe mit Sitz in Altleiningen im rheinland-pfälzischen Landkreis Bad Dürkheim werden fünf Teilunternehmen vereinigt. Das Stammhaus liegt im nordöstlichen Pfälzerwald.

## Geschichte
Im Jahr 1423 wurde im Altleininger Tal mit dem Abbau von Kupfer- und Eisenerz begonnen. Johann Nikolaus II. Gienanth pachtete 1729 eine Eisenschmelze des Grafen von Leiningen. Im Jahr 1811 erteilte Napoleon Bonaparte die Erlaubnis zum Bau eines Drahtzuges in Altleiningen, dieser ging 1860 in den Besitz einer Familie Kuhn über. 1941 übernahm dann Georg Stein den Drahtzug, dessen Produktion zu diesem Zeitpunkt Stifte und Ketten umfasste.
Im Jahr 1948 erweiterte Stein die Produktpalette und beschaffte neue Maschinen. Im Jahr 1957 begann das Unternehmen mit der Produktion von Drahtartikeln. Aus dem Unternehmen entstand dann 1961 die Kommanditgesellschaft Drahtwarenfabrik Drahtzug Stein. Ein Jahr später begann die Produktion von Geschirrspülmaschinenkörben. 1964 entwickelte das Unternehmen ein Verfahren zur Herstellung geschlossener Fülldrähte, das zwei Jahre später in die Produktion ging.
Im Jahr 1973 gründete das Unternehmen in Frankreich sein erstes Tochterunternehmen Drahtzug Stein saprofil (Société Sablase de Produits en Fil de Fer). Dieses Unternehmen befindet sich in Olonne-sur-Mer an der Atlantikküste. Es wurde mit modernen Produktionsanlagen zum französischen Marktführer für galvanisierte und kunststoffbeschichtete Drahtartikel für die Hausgeräteindustrie. 1975 wurde das Patent einer Korbspule für Schweißdraht eingetragen. Im Jahr 1997 begann auch die selbständige Vermarktung von Schweißzusatzwerkstoffen.
Das Unternehmen erwarb 2000 eine Beteiligung an der Firma Califil in Frankreich. Die Drahtzug Stein wurde 2001 in eine Holding umgewandelt. Im Jahr 2003 entstand die Drahtzug Stein Beteiligungsgesellschaft mbH. Im Folgejahr wurde im polnischen Łódź das Unternehmen DSWI spzoo (heute Drahtzug Stein Lodz) als Joint Venture mit dem Unternehmen Wire Industries gegründet. Drahtzug Stein folgte mit diesen Maßnahmen den Produktionsverlagerungen der Hausgeräteindustrie ins Ausland. Der Produktionsbetrieb in Łódź wurde 2005 aufgenommen. 2006 übernahm Drahtzug Stein den Konkurrenten Wire Industries in wesentlichen Bereichen; lediglich dessen italienische und spanische Marken, omim und come, werden eigenständig weitergeführt. Die Produktionsfläche in Łódź wurde 2007 vervierfacht. 2005 wurde das Tochterunternehmen Drahtzug Stein spb in St. Petersburg gegründet, 2007 Drahtzug Stein USA Corp. in den USA und 2008 Drahtzug Stein Combicore in Altleiningen. Seit 2016 gehört Combicore nicht mehr zum Unternehmensverbund, sondern firmiert in Kirchheimbolanden eigenständig unter dem Namen TubroTec. Die Fülldraht-Gießkerne werden von der eigenständigen Combicore vertrieben.
Nach 75 Jahren im Besitz der Familie Stein ging Drahtzug – vormals Drahtzug Stein – im November 2016 an neue Eigentümer über. Der Private-Equity-Investor Emeram Capital Partners erwarb die Mehrheit an der Drahtzug-Gruppe. Nach einer Übergangsphase hat im April 2017 das neue Management mit Matthias Grundmann die Geschäfte übernommen. Zum 1. Juli 2019 wurde der Name der Firma in Dradura geändert, was nach eigener Aussage seit der Firmenübernahme im November 2016 geplant war.
Seit Juli 2021 ist die DRADURA Group mit ihren nunmehr fünf Tochterunternehmen in Italien (zwei), Deutschland, Polen und den USA in Besitz der FMC Industrial GmbH mit Sitz in Bremen. Die Gruppe fokussiert sich auf die Marktsegmente WET (Spülmaschinenkörbe), HOT (Roste und Seitenteile für Haushaltsöfen), Bath- and Furniture Accessories und Professional. Damit geht eine differenzierte Produktpalette aus industriell gefertigten beschichteten Drahtkörben, -rosten und -accessoires einher.

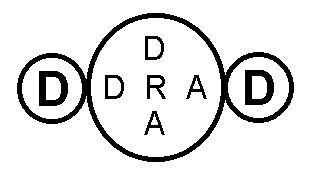
Logo von 1957 bis 1993
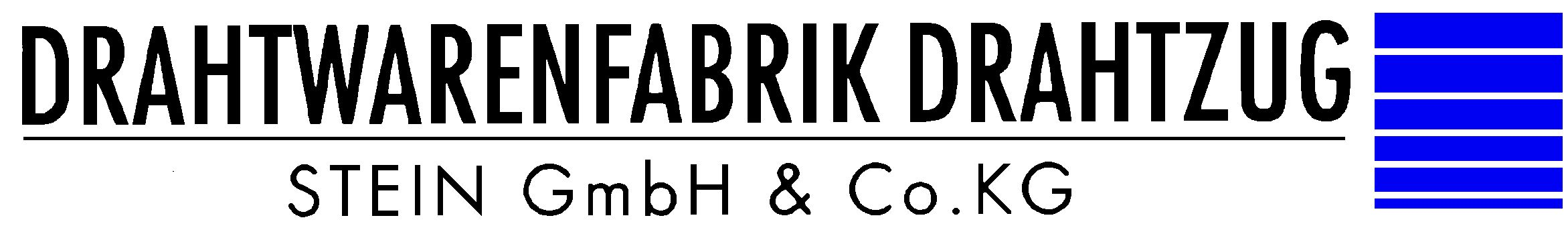
Logo von 1993 bis 2001
Logo von 2001 bis 2017

## Struktur

### Geschäftsfelder
Unter der Dradura GmbH sind seit Juli 2022 fünf Tochterunternehmen zusammengefasst. Diese tragen jeweils für ihren Bereich die unternehmerische Verantwortung und sind regional und global, unter der Oberhoheit der Dradura Group, für die Steuerung der Unternehmensaktivitäten zuständig.
- Tochtergesellschaften drahtwaren, łódz, omim, come, usa: Spezialisiert auf Drahtartikel für Spülmaschinen, Herde, Backöfen, Grille und Mikrowellen, Drahtartikel für Kühl- und Gefrierschränke und Spezialanwendungen.
- Ehemalige Standorte wie z. B. in Frankreich oder der Tschechien sind nicht länger Teil der Unternehmensgruppe.

### Standorte
- Altleiningen (Deutschland)
  - Dradura Group GmbH

- Łódź (Polen)
  - Dradura Polska Sp. z o. o.

- New Bern (USA)
  - Dradura USA Corp.

- Italien
  - Dradura Italia S.R.L (San Donà di Piave)
  - Dradura Italia S.R.L (Conzano)

Quellen